# Josefina Holmlund

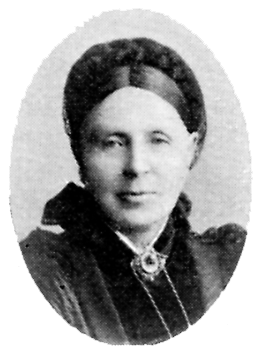
Josefina Holmlund

Lovisa Josefina Holmlund, auch Josephina Holmlund (* 21. Februar 1827 in Stockholm; † 31. Oktober 1905), war eine schwedische Landschaftsmalerin.

## Leben

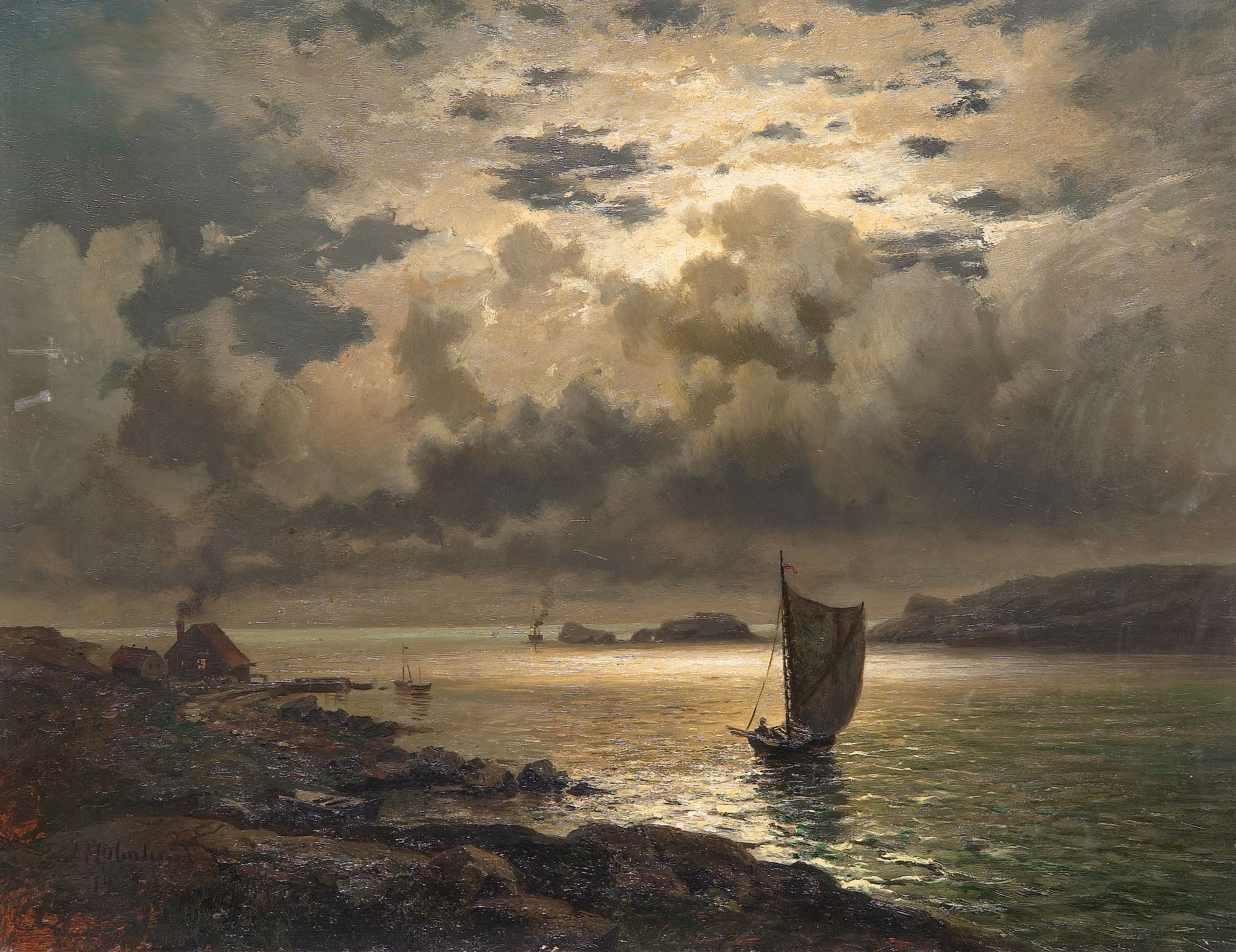
Küste mit Boot, 1879

Josefina Holmlund war eine Tochter des Großhändlers Nils Holmlund und dessen Ehefrau Johanna Helena Torsslow. Wie ihre ältere Schwester Jeanette erhielt sie in ihrer Geburtsstadt eine künstlerische Ausbildung. In den 1850er Jahren unterwies sie der schwedische Landschaftsmaler Lars Theodor (Tore) Billing (1816–1892). Ferner wurde sie  von Edvard Bergh ausgebildet. Vermutlich besuchte sie als externe Studentin und somit als eine der ersten Frauen auch die Kunstakademie Stockholm. Außerdem nahm sie an Kursen der Slöjdskolan in Stockholm (heute Konstfack) teil. 1863 ging sie nach Düsseldorf, wo sie bei ihrer Schwester und deren Ehemann, dem Landschafts- und Marinemaler Niels Bjørnsen Møller, einem Schüler von Hans Fredrik Gude, wohnte. Sie unternahm Studienreisen in Skandinavien, insbesondere Norwegen. Ihre romantischen Landschaftsbilder von Gegenden in Schweden, Finnland, Norwegen und den Niederlanden zeigen den Einfluss der Düsseldorfer Malerschule, der im Zuge ihrer Freilichtmalerei ab den 1870er Jahren einer gewissen Ernüchterung wich.
Holmlund wurde 78 Jahre alt, sie blieb zeitlebens unverheiratet. Bestattet wurde sie auf dem Nordfriedhof von Solna.